# Kristian Nergaard
Kristian Nergaard (1 de abril de 1962) es un deportista noruego que compite en vela en la clase Soling. Ganó una medalla de bronce en el Campeonato Mundial de Soling de 2024 y dos medallas de oro en el Campeonato Europeo de Soling, en los años 2023 y 2024.

## Palmarés internacional
| Campeonato Mundial | Campeonato Mundial    | Campeonato Mundial | Campeonato Mundial |
| Año                | Lugar                 | Medalla            | Clase              |
| ------------------ | --------------------- | ------------------ | ------------------ |
| 2024               | Hankø (Noruega)       | Medalla de bronce  | Soling             |
| Campeonato Europeo |                       |                    |                    |
| Año                | Lugar                 | Medalla            | Clase              |
| 2023               | Warnemunde (Alemania) | Medalla de oro     | Soling             |
| 2024               | La Baule (Francia)    | Medalla de oro     | Soling             |